# Liste des intendants de l'île de Saint-Domingue
Les Intendant de police, justice et finances sont créés en 1635 par un édit de Louis XIII, à la demande de Richelieu pour mieux contrôler l'administration locale. La faible population des colonies françaises d'Amérique ne justifie pas d'intendants et c'est pourquoi il n'y a pas de Généralité dans les îles françaises d'Amérique.
Les intendants de l'île de Saint-Domingue ont été créés en 1709, leur siège est Le Cap.

## Liste des intendants de la colonie française de Saint-Domingue
| Début              | Fin               | Nom |
| ------------------ | ----------------- | --- |
| 1682               | Mai 1685          | Michel Bégon de la Picardière (25 décembre 1638-14 mars 1710) Intendant aux Îles d'Amérique, puis intendant des galères à Marseille, poste qu'il échange avec celui d'intendant de la Marine à Rochefort en 1688, intendant à La Rochelle en 1694. |
| 20 août 1692       |                   | Boyer Écrivain principal de la Marine pour expédier les décharges du Trésorier de la Marine à Saint-Domingue. Premier officier d'administration de la colonie. |
| 1696               | Février 1705      | Marie Écrivain principal de la Marine. Il remplace Boyer jusqu'à la réception de Bourreau-Deslandes en février 1705. |
| 28 décembre 1703   | 5 octobre 1707    | André Bourreau-Deslandes (1669-27 octobre 1707) Il avait épousé en 1686 Marie-Françoise, fille du chevalier François Martin (1634-1706), gouverneur de Pondichéry et directeur général de la Compagnie des Indes orientales, il est le père de André-François Boureau-Deslandes il est d'abord employé par la Compagnie des Indes orientales à partir de 1668, d'abord à Surate en 1668, Calcutta en 1669, puis Ceïtapour où il tient un comptoir jusqu'en 1674. Il revient à Surate en 1675. En 1679 il est chargé de rétablir le commerce sur la côte de Malabar, il est ensuite envoyé au Siam pour gagner le royaume à l'influence française. Il revient à Pondichéry où il se marie en 1686 avec la fille du gouverneur. Il participe à la rédaction du premier accord franco-siamois, avec Claude Céberet du Boullay, en janvier 1688. Après le départ des Français du Siam en 1689, il se rend au Bengale comme directeur général du commerce en 1690, ouvre un comptoir à Ougly. Il dirige un comptoir à Calcutta vers 1700. Il rentre en France avec sa famille en 1701. Il est anobli par Louis XV. Il est nommé commissaire-ordonnateur de la Marine et des Colonies en 1703, inspecteur général de «l'Assiente», faisant fonctions d'intendant de justice, police et finances de l'île de la Tortue et Côte Saint-Domingue. Il est reçu au Conseil supérieur de Léogâne le 13 février 1705 et à celui du Cap le 15 mars suivant.                          |
| 5 octobre 1707     | 15 février 1708   | Mercier Inspecteur général de la Compagnie de l'Asiento est désigné par Deslandes pour être chargé après sa mort des affaires du roi, comme commissaire ordonnateur à Saint-Domingue faisant fonction d'intendant. |
| 15 février 1708    |                   | de Verninac Conseiller au Conseil supérieur de Léogâne, Écrivain principal de la Marine, nommé par le comte de Choiseul Beaupré, gouverneur pour le roi de l'île de la Tortue et de la Côte Saint-Domingue, commissaire ordonnateur. |
| 2 octobre 1708     | 6 mai 1720        | Jean-Jacques Mithon de Senneville ( -30 juin 1737) Père de Claude Mithon de Senneville de Genouilly Écrivain de la Marine à Rochefort en 1690, commissaire général de la Marine, commissaire à la Martinique en 1697, conseiller au Conseil Supérieur de la Martinique en 1703, premier conseiller en 1707. Il avait été nommé le 6 juillet 1708 commissaire ordonnateur de l'île de la Tortue et Côte Saint-Domingue. Il a reçu le 2 octobre 1708 une commission pour faire les fonctions d'intendant à Saint-Domingue en l'absence de l"intendant des Îles d'Amérique. Il reçoit le 31 mars 1713 une commission de subdélégué de l'intendant des îles de l'Amérique à Saint-Domingue, le sieur Nicolas-François Arnoult de Vaucresson. Il est le premier intendant de justice, police et finances aux îles sous le vent de l'Amérique résidant à Saint-Domingue en 1718. Il est nommé intendant de la Marine à Toulon et dans toute la Provence en 1722, il meurt en poste à Toulon. |
| 6 mai 1720         | 6 octobre 1720    | Jean-Baptiste Dubois Duclos ( -1737) Conseiller du roi en ses conseils, commissaire de la Marine à Rochefort, il est le premier commissaire ordonnateur en Louisiane à Fort Louis de la Louisiane dans la baie de Mobile, avant la fondation de La Nouvelle-Orléans, entre 1712 et 1718. Nommé commissaire-ordonnateur de l'île de la Tortue et Côte Saint-Domingue en 1717, est désigné pour être intendant de justice, police et finances par intérim après le départ de Jean-Jacques Mithon, nommé intendant de la Marine à Toulon, jusqu'à la réception de Monsieur de Montholon. |
| 6 octobre 1720     | 17 décembre 1725  | François de Montholon ( -17 décembre 1725) Frère de Mathieu de Montholon, premier président du Parlement de Pau. Marié à Anne Potier, fille d'André III Potier de Novion, premier président du Parlement de Paris en 1723 Conseiller du roi, commissaire de la Marine en 1702, inspecteur en 1704, commissaire général en 1716, commissaire de la Marine à Rochefort, il est nommé intendant de l'île de Saint-Domingue. Il est reçu au Conseil de Léogane le 18 mars 1722. |
| 17 décembre 1725   | 5 février 1735    | Jean-Baptiste Dubois Duclos ( -1737) Commissaire-général de la Marine à Saint-Domingue, il est nommé en 1725 intendant de Saint-Domingue alors qu'il est en France. |
| 17 décembre 1725   | 20 mai 1726       | de Godemart Commissaire-ordonnateur au Cap, il fait fonction d'intendant assurant l'intérim de Jean-Baptiste Dubois Duclos alors en France, jusqu'à sa mort. |
| mai 1726           | 19 décembre 1726  | Jean-Pierre Tesson de Saint-Aubin Il est intendant par intérim à la suite de la mort de Godemart. |
| 6 février 1730     | 19 octobre 1730   | Jean-Pierre Tesson de Saint-Aubin Second intérim pour Jean-Baptiste Dubois Duclos. |
| 5 février 1735     | 19 novembre 1737  | Daniel-Henri de Besset de Lachapelle-Milon ( -19 novembre 1737) Seigneur de Lachapelle-Milon Commissaire ordonnateur, puis, en 1729, commissaire général à Brest, commissaire général à la Guadeloupe et à la Martinique en 1730, puis intendant à Saint-Domingue le 5 février 1735, où il meurt à Léogane. |
| 1737               | 24 décembre 1738  | Pierre de Sartre de Vacquerolles ( -24 décembre 1738) Commis principal et trésorier à St-Domingue en 1723, commissaire au Cap et conseiller au Conseil supérieur de Saint-Domingue 1736, ordonnateur au Cap et à Léogane en 1732, subdélégué de l'intendant, il assure l'intérim et meurt au Cap. |
| 1738               | 7 janvier 1751    | Simon-Pierre Maillart (1690-6 octobre 1758) Il est secrétaire de Maurepas, ministre de la Marine, avant d'être nommé intendant à Saint-Domingue. |
| 7 janvier 1751     | 19 décembre 1758  | Jean-Baptiste Laporte de Lalanne (?-1758) |
| 1758               | 1758              | Claude-Ange de Lambert (3 septembre 1706-18 décembre 1758) Écrivain de la Marine en 1722, commissaire de la Marine en 1738, inspecteur des constructions à Toulon et contrôleur à Toulon en 1744. Il est nommé en 1755 commissaire général et ordonnateur au Cap, puis intendant à Saint-Domingue où il meurt. |
| Décembre 1758      | 7 mars 1760       | Joseph Elias Intendant par intérim. |
| 7 mars 1760        | 1er décembre 1760 | Jean Joseph Peyrat (6 novembre 1707-4 février 1794) Commissaire de la marine, intendant par intérim de Saint Domingue du 7 mars au 1er décembre 1760. |
| 1er décembre 1760  | 28 décembre 1763  | Jean Étienne Bernard Clugny de Nuits (20 octobre 1729-18 octobre 1776) Intendant de la marine à Brest (1765-1770), intendant à Bordeaux, intendant de Roussillon à Perpignan (1773-1774). |
| 23 avril 1764      | 1er juillet 1766  | René Magon ( -5 octobre 1778) père de Charles René Magon de Médine Directeur de la Compagnie des Indes, il est nommé gouverneur des îles de France et de Bourbon en 1755 jusqu'en 1759, puis, le 27 décembre 1763, «intendant de Justice, Police, Guerre et Marine de Saint-Domingue et des Iles Sous- le-Vent, et président des Conseils y établis» . Il a essayé d'introduire des méthodes commerciales dans la manière d'administrer la colonie. Il se retire ensuite dans ses propriétés de l'Isle de France. Il y meurt en laissant 1 million de dettes. |
| 19 janvier 1766    | 17 juin 1771      | Alexandre Jacques de Bongard (19 février 1719-juillet 1787) Conseiller du roi en ses conseils, reçu conseiller au Parlement de Metz le 26 mai 1751, président à mortier au Parlement de Metz le 4 septembre 1755 jusqu'en 1767. Il est nommé intendant de police, justice, finances, de la guerre et de la marine des îles françaises de l'Amérique sous le Vent nommé le 19 janvier 1766, reçu au Conseil supérieur du Cap le 1er juillet 1766 et à celui de Port-au-Prince le 9 septembre suivant. |
| 1er mars 1771      | 15 avril 1774     | Jean-François Vincent de Montarcher (14 septembre 1730- 13 mars 1783) Seigneur de Montarcher, Morandières, la Goute et autres lieux Conseiller au Parlement de Dijon en 1760, protégé par l'abbé Terray, il est nommé intendant de police, justice, finances, de la guerre et de la marine des îles françaises de l'Amérique sous le Vent le 1er mars 1771, reçu au Conseil de Port-au-Prince le 17 juin 1771 et à celui du Cap le 9 août suivant. Il est rappelé en 1774, et meurt à Paris. |
| 1er septembre 1773 | 21 juin 1780      | Jean-Baptiste Guillemin de Vaivre (1736-1818) Il doit rester sur l'île de Saint-Domingue jusqu'en octobre 1780 car son successeur, Taffat, est mort avant son arrivée sur l'île. Membre du Comité colonial et commissaire à l'administration des missions étrangères du 1er octobre 1780 au 17 août 1783. Maître des requêtes le 1er mai 1782. Intendant général des colonies en 1783. Démissionné le 21 juin 1792. Maître des comptes entre 1807 et 1817. |
| 28 octobre 1779    | 25 février 1780   | Jean-Baptiste Taffart ( -25 février 1780) Conseiller au Parlement de Bordeaux, maître des requêtes, commis intendant de Saint-Domingue, il meurt avant son arrivée sur l'île. |
| 21 juin 1780       | Février 1782      | Joseph-Alexandre Le Brasseur (1745-15 juin 1794) Il entre dans l'administration de la marine à sa sortie du collège en 1762. Commissaire des colonies et d'ordonnateur à Gorée et 1774, et enfin de administrateur Général de Gorée en 1776. En 1779, il est nommé intendant par intérim à Saint-Domingue et de président des deux conseils supérieurs du Cap. Il est nommé commissaire ordonnateur à Bourbon en février 1784, commissaire général des Ports et Arsenaux de la Marine dans les Colonies en août 1784. Devenu commissaire ordonnateur par intérim aux Îles de France et de Bourbon en 1785, il est ordonnateur faisant les fonctions d'intendant par intérim de ces îles en 1787. Le 1er avril 1788, il devient intendant général des fonds de la Marine et des colonies. Il a cumulé cette charge du détail des approvisionnements avec celui des officiers civils des hôpitaux de la Marine, charge qui a été supprimée par l'Assemblée constituante, le 1er janvier 1791. Il est mis à la retraite le 8 mars 1792. Son opposition au nouveau régime va entraîner son arrestation comme suspect. Il est traduit devant le tribunal révolutionnaire et condamné à mort le 15 juin 1794. |
| Février 1782       | 9 avril 1785      | Alexandre Jacques de Bongars Intendant pour la seconde fois. |
| 9 avril 1785       | 1789              | François Barbé-Marbois (31 janvier 1745-14 janvier 1837) Marquis de Barbé-Marbois, fils du directeur de la monnaie de Metz conseiller au Parlement de Metz, il devient secrétaire d’ambassade à Ratisbonne, puis à Dresde avant d'aller en 1780 prendre son poste de consul aux États-Unis avant d'être nommé intendant à Saint-Domingue. Menacé de mort par des bandes armées, il doit revenir en France en 1789 où il réintègre le ministère des Affaires étrangères. En 1791, il est élu maire de Metz, mais le roi l'envoie à la diète de Ratisbonne. En 1792 il part à Vienne comme adjoint à l’ambassadeur, M. le marquis de Noailles, avec la mission de connaître les intentions de l’empereur concernant les princes possessionnés en Alsace et en Lorraine. N'ayant pas eu de réponse de l'empereur d'Autriche, il revient en France. En 1795 il est élu au Conseil des Anciens du département de la Moselle, mais est accusé d'avoir émigré. Accusé de royalisme, il est déporté en Guyane en 1797. Après le coup d'État du 18 Brumaire, il est rappelé en France et est nommé conseiller d'État en 1801, puis directeur du Trésor, devenu ministre du Trésor public le 5 vendémiaire an X, mais il perd rapidement le poste en 1805. Il est nommé premier président de la Cour des comptes en septembre 1807. Il se rallie à Louis XVIII en 1815 et garde son poste de président de la cour des comptes. Il est nommé garde des sceaux en septembre 1815. |
| 1790               | 1791              | Vincent-René de Proisy, Commissaire des colonies, faisant fonctions d'intendant de justice, police, finances, de la guerre et de la Marine des îles françaises de l'Amérique sous le vent. |